# Моапа (Невада)
Моапа (англ. Moapa) — переписна місцевість (CDP) в США, в окрузі Кларк штату Невада. Населення — 1006 осіб (2020).

## Географія
Моапа розташована за координатами 36°46′14″ пн. ш. 114°38′50″ зх. д. / 36.77056° пн. ш. 114.64722° зх. д. (36.770689, -114.647264).  За даними Бюро перепису населення США в 2010 році переписна місцевість мала площу 390,63 км², уся площа — суходіл.

## Демографія
Згідно з переписом 2010 року, у переписній місцевості мешкало 1025 осіб у 319 домогосподарствах у складі 269 родин. Густота населення становила 3 особи/км².  Було 379 помешкань (1/км²).
Расовий склад населення:
| - 70,9 % — білих - 3,4 % — корінних американців - 0,5 % — азіатів - 0,3 % — чорних або афроамериканців - 0,1 % — вихідців з тихоокеанських островів - 22,0 % — осіб інших рас |

До двох чи більше рас належало 2,7 %. Частка іспаномовних становила 35,9 % від усіх жителів.
За віковим діапазоном населення розподілялося таким чином: 34,9 % — особи молодші 18 років, 56,1 % — особи у віці 18—64 років, 9,0 % — особи у віці 65 років та старші. Медіана віку мешканця становила 31,8 року. На 100 осіб жіночої статі у переписній місцевості припадало 101,8 чоловіків;  на 100 жінок у віці від 18 років та старших — 102,7 чоловіків також старших 18 років.
Середній дохід на одне домашнє господарство  становив 82 338 доларів США (медіана — 69 297), а середній дохід на одну сім'ю — 92 941 долар (медіана — 72 813). Медіана доходів становила 61 897 доларів для чоловіків та 52 917 доларів для жінок. За межею бідності перебувало 11,4 % осіб, у тому числі 6,6 % дітей у віці до 18 років та 8,0 % осіб у віці 65 років та старших.
Цивільне працевлаштоване населення становило 400 осіб. Основні галузі зайнятості: мистецтво, розваги та відпочинок — 20,0 %, науковці, спеціалісти, менеджери — 18,3 %, фінанси, страхування та нерухомість — 12,0 %, роздрібна торгівля — 10,3 %.